# Wilton (Iowa)
Wilton é uma cidade localizada no estado americano de Iowa, no Condado de Cedar e Condado de Muscatine.

## Demografia
Segundo o censo americano de 2000, a sua população era de 2829 habitantes.
Em 2006, a estimativa era de 2860, um aumento de 31 cidadãos (+1.1%).

## Geografia
De acordo com o United States Census Bureau tem uma área de
4,9 km², dos quais 4,9 km² cobertos por terra e 0,0 km² cobertos por água. Wilton localiza-se a aproximadamente 219 m acima do nível do mar.

## Localidades na vizinhança
O diagrama seguinte representa as localidades num raio de 20 km ao redor de Wilton.